# クリミア連邦管区
クリミア連邦管区（クリミアれんぽうかんく、ロシア語: Кры́мский федера́льный о́круг）は、ロシア連邦の地域管轄区分である連邦管区のひとつであり、2014年3月21日から2016年7月28日にかけて存在していた。本部はクリミアのシンフェロポリに置かれていた。
2016年7月28日以降、旧クリミア連邦管区の領域は南部連邦管区の管轄となっている。

## 来歴
2014年3月18日にクリミアがロシアに併合されたのに伴い、併合直後の3月21日にウラジーミル・プーチン大統領が連邦管区の設置などを盛り込んだクリミア併合法に署名したことを受けて設置された。クリミア共和国と連邦市のセヴァストポリを管轄するが、国際社会からはロシアのクリミアとセヴァストポリの編入は認められておらず、連邦管区全域がウクライナの領土（クリミア自治共和国・セヴァストポリ特別市）と見なされている。人口は約241万人（2001年ウクライナ国勢調査による）である。この内、ロシア民族の占める割合は、約145万人で全人口の約60パーセントである。
大統領全権代表にはオレグ・ベラベンツェフが就任した。
2016年7月28日、大統領令によりクリミア連邦管区は廃止され、南部連邦管区に合併された。

## 所属連邦構成主体
| Crimean Federal District | Crimean Federal District | Crimean Federal District | Crimean Federal District |
| #                        | 旗                       | 連邦構成主体             | 本部                     |
| ------------------------ | ------------------------ | ------------------------ | ------------------------ |
| 1                        |                          | クリミア共和国           | シンフェロポリ           |
| 2                        |                          | セヴァストポリ連邦市     | セヴァストポリ           |

## 歴代大統領全権代表
1. オレグ・ベラベンツェフ（ロシア語版、英語版）